# علامة دوروزييه

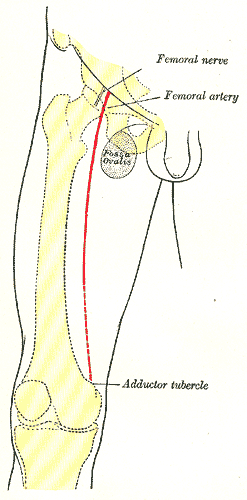
الشريان الفخذي

علامة دوروزييه أو علامة دوروزيس (بالإنجليزية: Duroziez's sign)‏ هيَ علامة طبية تدل على قصور الأبهر، حيثُ تتكون من لغط انبساطي مسموع يُمكن سماعه من خلال الشريان الفخذي عندَ الضغط عليه بواسطة السماعة الطبية.

## التسمية
تمت تسمية هذه العلامة نسبةً إلى الطبيب الفرنسي بول لويس دوروزييه.